# Blastocladia
Blastocladia är ett släkte av svampar. Blastocladia ingår i familjen Blastocladiaceae, ordningen Blastocladiales, klassen Blastocladiomycetes, divisionen Blastocladiomycota och riket svampar.
| Blastocladia | \| \| Blastocladia pringsheimii \| \| \| \| \| \| Blastocladia globosa \| \| \| \| \| \| Blastocladia glomerata \| \| \| \| \| \| Blastocladia bonaerensis \| \| \| \| |
|              | \| \| Blastocladia pringsheimii \| \| \| \| \| \| Blastocladia globosa \| \| \| \| \| \| Blastocladia glomerata \| \| \| \| \| \| Blastocladia bonaerensis \| \| \| \| |
|              | Allomyces |
|              | |
|              | Blastocladiella |
|              | |
|              | Microallomyces |
|              | |
|              | Blastocladiopsis |
|              | |
|              | Blastocladia pringsheimii |
|              | |
|              | Blastocladia globosa |
|              | |
|              | Blastocladia glomerata |
|              | |
|              | Blastocladia bonaerensis |
|              | |

|  | Blastocladia pringsheimii |
|  |                           |
|  | Blastocladia globosa      |
|  |                           |
|  | Blastocladia glomerata    |
|  |                           |
|  | Blastocladia bonaerensis  |
|  |                           |